# Mieders
Mieders is een gemeente in het district Innsbruck Land van de Oostenrijkse deelstaat Tirol.
Mieders ligt aan het begin van het Stubaital, aan de voet van de 2718 meter hoge Serles. Het bestaat uit de delen Oweges, Sandbühelweg en Holzgasse. In het centrum van het hoofddorp, dat reeds aan het begin van de Middeleeuwen bewoond moet zijn geweest, staan vele huizen met fresco's in barokke stijl. Zowel winter- als zomertoeristen kunnen terecht in het nabijgelegen ski- en wandelgebied Hochserles.

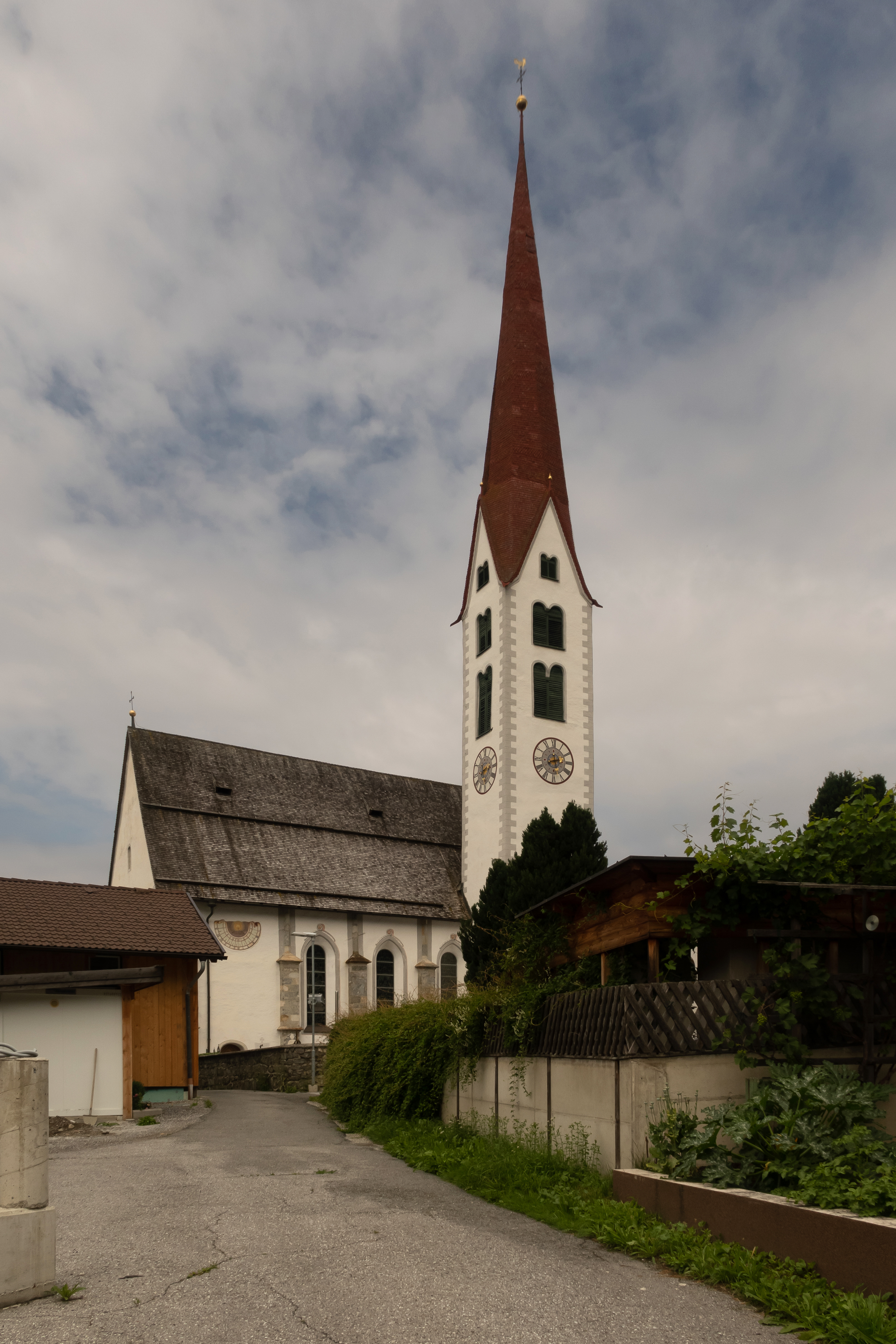
Mieders, kerk: katholische Pfarrkirche Mariä Geburt

## Geschiedenis
De dorpsnaam, die waarschijnlijk al uit tijd voor de Romeinse tijd dateert, duikt rond 1100 voor het eerst op als Miders en Myeders, later ook als Miederes. Mogelijk is het afkomstig van het Keltische bidaras, wat een nederzetting met kleine boerderijen aanduidt. Bij de Zauberbichl zijn sporen uit de La Tène-periode gevonden. In 1396 werd Mieders genoemd als zelfstandige gemeente. Tussen 1690 en 1797 en tussen 1826 en 1923 zetelde in Mieders de rechtbank voor het Stubaital. In de 16e en 17e eeuw werd bij mijnbouw aan de voet van de Serles zilver en ijzererts gewonnen. De laatste jaren is het toerisme de belangrijkste bron van inkomsten.

## Politiek
Op 1 april 2008 volgde Manfred Leitgeb zijn vader op als burgemeester van Mieders. Manfred Leitgeb staat op de lijst van "Unabhängige Liste aller Gemeindebürger von Mieders". De gemeenteraad bestaat uit drie partijen: "Zukunftsliste Mieders" (drie leden), "Liste für Mieders" (twee leden) en "Unabhängige Liste aller Gemeindebürger von Mieders" (acht leden).